# Vorstellung
Als Vorstellung wird (im engeren Sinn und in der Psychologie) eine anschauliche Repräsentation eines realen oder fiktiven Gegenstands im Bewusstsein eines Erkenntnissubjekts bezeichnet. Mit „anschaulich“ ist hierbei gemeint, dass eine Verbindung zu den Qualitäten der Sinneswahrnehmung besteht.

## Arten von Vorstellungen
Die Bezeichnung Vorstellung wird für den Vorgang des Vorstellens sowie auch für dessen Gegenstand bzw. Inhalt verwendet (für eine reale oder bloß imaginäre Wahrnehmung oder abstrakte Bezugnahme auf den Gegenstand).
Eine Vorstellung eines fiktiven Gegenstands wird auch als Imagination bezeichnet. Ebenso können Vorstellungen aber auch realistische zukunftsbezogene Erwartungen darstellen, oder sie können auf Erinnerungen beruhen. Es kann sich ferner um anschaulichere Modelle zu einer abstrakt gegebenen Beschreibung handeln, also um eine Unterfütterung von abstrakten Inhalten mit wahrnehmungsbasierten Inhalten („sich unter einer Sache etwas vorstellen“). In diesem Zusammenhang ist die Frage diskutiert worden, ob Vorstellungen im Sprachverstehen für die Bedeutung von Wörtern und Sätzen eine Rolle spielen (dies wurde zum Beispiel in der Sprachphilosophie Freges bestritten, wird aber heute vielfach angenommen). Im Unterschied zum Begriff oder Konzept, die dauerhaft im Geist angelegte Strukturen sind (Dispositionen), handelt es sich bei Vorstellungen (jedenfalls im engeren Sinn) um konkret ablaufende Erscheinungen im Geist.
Insofern den Vorstellungen frühere Wahrnehmungen zugrunde liegen, können sie bestimmten Sinnesmodalitäten zugeordnet werden, eine besondere Rolle spielt hierbei die visuelle (bildliche) Vorstellung (die dem Wort „Imagination“ ihren Namen verleiht, von lateinisch imago „Bild“). Daneben sind Vorstellungen anderer Modalitäten möglich, so von Klängen oder Geschmäckern, von Bewegungsabläufen etc.
Vorstellungen können unwillkürlich auftreten, häufig ist von ihnen aber als Form der aktiven mentalen Simulation die Rede. Ein Beispiel einer solchen willentlichen Simulation ist die in der Psychologie viel untersuchte „mentale Rotation“ eines Gegenstandes, die auf visuellen und motorischen Vorstellungen beruht.

## Vorstellung und Einstellung
Für eine Vorstellung ist charakteristisch, dass sie relativ unabhängig von Einstellungen zur fraglichen Sache bestehen kann: Der Begriff der Vorstellung verhält sich neutral dazu, ob die betreffenden Inhalte gewünscht werden oder nicht. Im Gegensatz zu dem, was man glaubt, wird etwas Vorgestelltes nicht unbedingt auch für wahr oder wahrscheinlich gehalten und steht nicht unbedingt in Zusammenhang damit, wie man handeln wird.

## Begriffe der Vorstellung in der Philosophiegeschichte
In der Philosophie wurden seit Aristoteles (und seinem Begriff der phantasia) viele verschiedene Varianten eines Begriffs der Vorstellung entwickelt. Bei Descartes erscheint Vorstellung als Geistesinhalt mit sinnlichen Qualitäten im Gegensatz zum abstrakten Verstand. Kant betont die Rolle der Einbildungskraft. In der Phänomenologie Brentanos und Husserls wird Vorstellung als Gegensatz zum Urteil oder auch zu begrifflicher Bedeutung behandelt.
Teilweise begegnet in der Philosophie „Vorstellung“ auch in Bedeutungen, die nicht der Alltagssprache entsprechen – zum Beispiel als Übersetzung des Begriffs der „idea“ in der Philosophie von John Locke. Locke befasst sich in seinem Werk An Essay Concerning Humane Understanding mit der Herkunft von „ideas“ aus der Erfahrung, und schließt auch direkte Wahrnehmungen in denselben Begriff der „Idee / Vorstellung“ mit ein. Der deutsche philosophische Begriff der „Vorstellung“ hat durch die Tradition als Übersetzung von Lockes idea eine seiner maßgeblichen Prägungen erfahren, jedoch nicht seine einzige.